# Albizia aurisparsa
Albizia aurisparsa är en ärtväxtart som först beskrevs av Emmanuel Drake del Castillo, och fick sitt nu gällande namn av René Viguier. Albizia aurisparsa ingår i släktet Albizia och familjen ärtväxter. Inga underarter finns listade i Catalogue of Life.